# Lasiopogon eichingeri
Lasiopogon eichingeri är en tvåvingeart som beskrevs av Hradsky 1981. Lasiopogon eichingeri ingår i släktet Lasiopogon och familjen rovflugor. Inga underarter finns listade i Catalogue of Life.